# Pablo Barrera
Pablo Edson Barrera Acosta (ur. 21 czerwca 1987 w Tlalnepantla de Baz) – meksykański piłkarz występujący na pozycji skrzydłowego, reprezentant Meksyku, od 2021 roku zawodnik Querétaro.

## Kariera klubowa
Barrera jest wychowankiem akademii juniorskiej klubu Pumas UNAM ze stołecznego miasta Meksyk, do którego zaczął uczęszczać na treningi jako jedenastolatek. Do seniorskiego zespołu został z kolei włączony w wieku osiemnastu lat przez szkoleniowca Miguela Españę i w meksykańskiej Primera División zadebiutował 19 października 2005 w przegranym 1:3 spotkaniu z Tigres UANL. Od tego czasu występował głównie w drugoligowych i trzecioligowych rezerwach, a podstawowym piłkarzem Pumas został po dwóch latach, za kadencji trenera Ricardo Ferrettiego. Premierowego gola w najwyższej klasie rozgrywkowej strzelił 22 września 2007 w wygranej 3:0 konfronacji z Morelią i w tym samym sezonie Apertura 2007 wywalczył ze swoją drużyną tytuł wicemistrzowski. W lipcu 2008 naderwał więzadło w kolanie, przez co musiał pauzować przez pół roku, lecz po rekonwalescencji powrócił do wyjściowej jedenastki i w wiosennych rozgrywkach Clausura 2009 zdobył z Pumas mistrzostwo Meksyku, zdobywając decydującą o triumfie bramkę w dogrywce finału z Pachucą (2:2). Ogółem w barwach Pumas spędził pięć lat, będąc jednym z najlepszych skrzydłowych ligi meksykańskiej.
Latem 2010 Barrera za sumę 4,8 miliona euro przeszedł do angielskiego West Ham United z Londynu, podpisując z nim czteroletni kontrakt. W Premier League zadebiutował 14 sierpnia w przegranym 0:3 meczu z Aston Villą, jednak nie potrafił sobie jednak wywalczyć miejsca w wyjściowym składzie zespołu i jego transfer został powszechnie uznany za rozczarowanie. W sezonie 2010/2011 zajął ponadto z drużyną prowadzoną przez Awrama Granta ostatnie miejsce w tabeli i spadł z West Hamem do drugiej ligi. W sierpniu 2011 na zasadzie rocznego wypożyczenia zasilił hiszpański Real Saragossa, którego piłkarzem był już jego rodak Efraín Juárez, a trenerem Javier Aguirre – były selekcjoner jego reprezentacji. W Primera División zadebiutował 28 sierpnia 2011 w przegranym 0:6 spotkaniu z Realem Madryt, natomiast jedyną bramkę zdobył 1 października tego samego roku w zremisowanej 2:2 konfrontacji z Villarrealem. Mimo początkowych regularnych występów za kadencji Aguirre, późniejszy szkoleniowiec Manolo Jiméneza nie widział dla niego miejsca w składzie i relegował go do roli rezerwowego.
W lipcu 2012 Barrera powrócił do ojczyzny, za nieujawnioną kwotę zostając zawodnikiem stołecznego Cruz Azul, którego szkoleniowcem był  Guillermo Vázquez – jego dawny trener z juniorów Pumas. Od razu został podstawowym piłkarzem drużyny, jednak na początku września tego samego roku doznał poważnej kontuzji więzadeł krzyżowych i został wyłączony z gry na pół roku. W wiosennym sezonie Clausura 2013 jako kluczowy zawodnik zdobył ze swoją ekipą tytuł wicemistrza kraju i wywalczył puchar Meksyku – Copa MX, jednak bezpośrednio po tym, wciąż trapiony kontuzjami, stracił miejsce w pierwszym składzie. W 2014 roku triumfował z Cruz Azul w najbardziej prestiżowych rozgrywkach północnoamerykańskiego kontynentu – Lidze Mistrzów CONCACAF, zaś kilka miesięcy później wziął udział w Klubowych Mistrzostwach Świata, podczas których jego zespół odpadł z półfinale, zajmując ostatecznie czwarte miejsce.
Wiosną 2015 Barrera przeszedł do zespołu CF Monterrey, gdzie przez pierwsze pół roku pełnił rolę podstawowego gracza. Później na stałe trafił jednak na ławkę rezerwowych wobec olbrzymiej konkurencji w formacji ofensywnej ze strony graczy takich jak Edwin Cardona, Dorlan Pabón, Neri Cardozo czy Carlos Sánchez. W sezonie Clausura 2016 wywalczył z Monterrey wicemistrzostwo Meksyku, a bezpośrednio po tym sukcesie powrócił do swojego macierzystego Pumas UNAM.

## Kariera reprezentacyjna
W maju 2007 Barrera został powołany przez szkoleniowca Jesúsa Ramíreza do reprezentacji Meksyku U-20 na Mistrzostwa Świata U-20 w Kanadzie. Tam regularnie pojawiał się na boisku, występując we wszystkich pięciu spotkaniach (w każdym z nich jednak w roli rezerwowego) i zdobył dwie bramki – w fazie grupowej z Portugalią (2:1) oraz w 1/8 finału z Kongiem (3:0). Jego kadra – posiadająca wówczas graczy takich jak Carlos Vela, Giovani dos Santos czy Javier Hernández – odpadła ostatecznie ze światowego czempionatu w ćwierćfinale, ulegając w nim Argentynie (0:1).
W marcu 2008 Barrera znalazł się w ogłoszonym przez Hugo Sáncheza składzie reprezentacji Meksyku U-23 na północnoamerykański turniej kwalifikacyjny do Igrzysk Olimpijskich w Pekinie. Rozegrał wówczas wszystkie trzy mecze w wyjściowym składzie, a meksykański zespół z bilansem zwycięstwa, remisu i porażki zajął dopiero trzecie miejsce w grupie i nie zdołał zakwalifikować się na igrzyska.
W seniorskiej reprezentacji Meksyku Barrera zadebiutował za kadencji selekcjonera Hugo Sáncheza, 17 października 2007 w przegranym 2:3 meczu towarzyskim z Gwatemalą. W 2009 roku został powołany przez trenera Javiera Aguirre na Złoty Puchar CONCACAF, podczas którego strzelił premierowego gola w kadrze narodowej – 5 lipca w wygranym 2:0 spotkaniu fazy grupowej z Nikaraguą, natomiast drugiego gola dołożył w ćwierćfinałowym pojedynku z Haiti (4:0). Meksykańska drużyna triumfowała ostatecznie w tych rozgrywkach po rozgromieniu w finale USA (5:0), a Barrera rozegrał łącznie pięć z sześciu spotkań (z czego tylko w jednym w wyjściowym składzie). W 2010 roku znalazł się w ogłoszonym przez Aguirre składzie na Mistrzostwa Świata w RPA, gdzie pojawiał się na boisku trzykrotnie, za każdym razem w roli rezerwowego – w fazie grupowej z Francją (2:0), Urugwajem (0:1) i w 1/8 finału z Argentyną (1:3). Ponadto w pierwszym z wymienionych meczów wywalczył rzut karny, zamieniony na bramkę przez Cuauhtémoca Blanco, Meksykanie odpadli ostatecznie z mundialu w 1/8 finału, ulegając Argentyńczykom.
W 2011 roku Barrera został powołany przez selekcjonera José Manuela de la Torre na kolejny Złoty Puchar CONCACAF, gdzie tym razem miał pewne miejsce w wyjściowej jedenastce – wystąpił we wszystkich sześciu meczach od pierwszej minuty, a jego reprezentacja podobnie jak poprzednio wygrała turniej. Podczas tych rozgrywek wpisał się również trzykrotnie na listę strzelców; w fazie grupowej z Kostaryką (4:1) oraz dwukrotnie w finale z USA (4:2). Dwa lata później znalazł się w składzie na Puchar Konfederacji, gdzie pełnił funkcję rezerwowego zawodnika i w tej roli rozegrał dwa z trzech spotkań (obydwa po wejściu z ławki), zaś Meksykanie odpadli ostatecznie z tego turnieju już w fazie grupowej. W tym samym czasie brał również udział w udanych dla jego kadry eliminacjach do Mistrzostw Świata 2014, podczas których czterokrotnie pojawiał się na boisku (na szesnaście możliwych występów).

## Statystyki kariery

### Klubowe

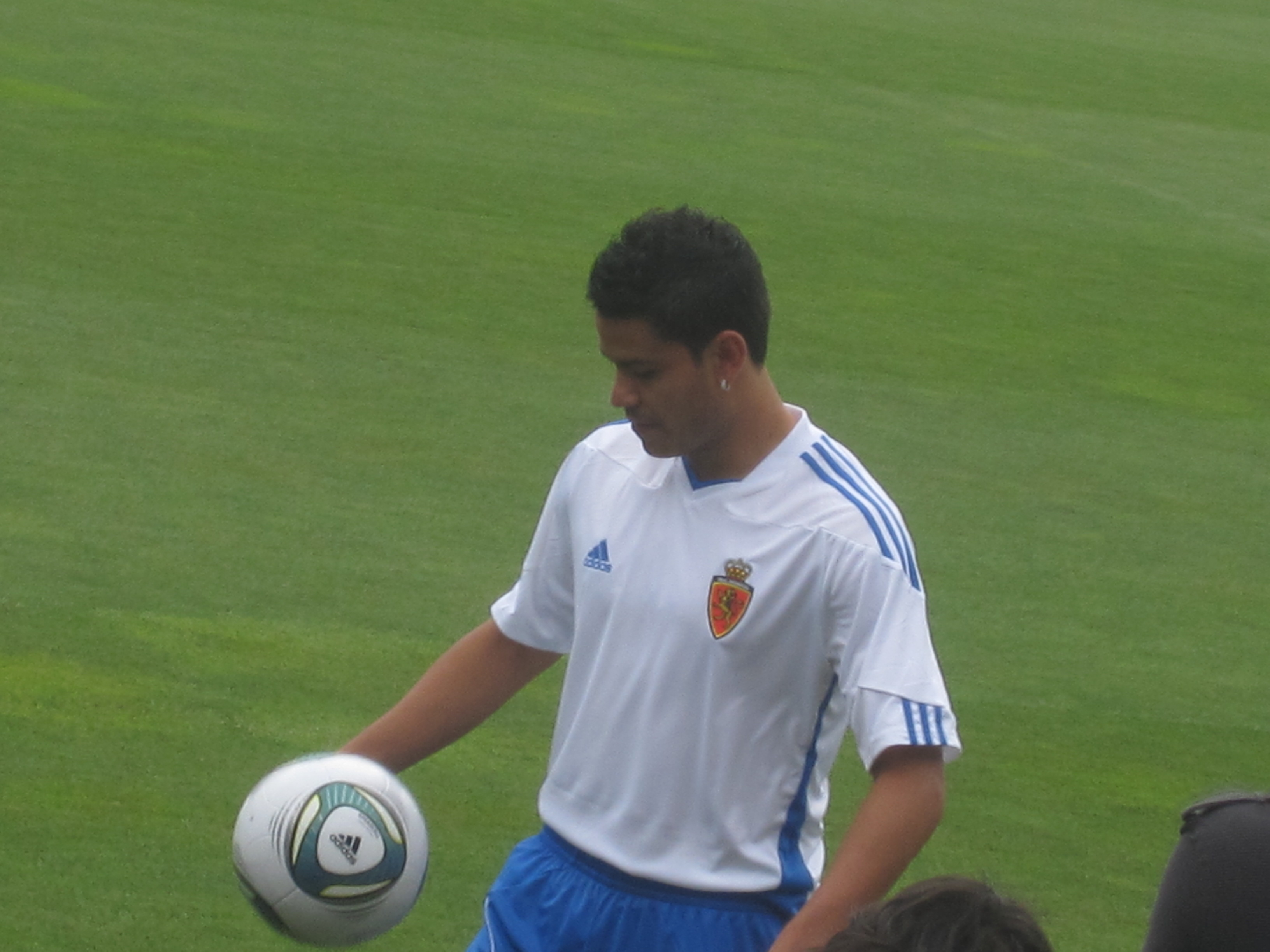
Barrera w sierpniu 2011 podczas prezentacji w Realu Saragossa

| Pumas Morelos   | 2006–2007 | Meksyk    | Ascenso MX       | 14 | 2  | —  | —         | —         | — | —   | 14 | 2  |
| Pumas Morelos   | 2008–2009 | Meksyk    | Ascenso MX       | 1  | 0  | —  | —         | —         | — | —   | 1  | 0  |
| UNAM            | 2005–2006 | Meksyk    | Liga MX          | 1  | 0  | —  | —         | —         | — | —   | 1  | 0  |
| UNAM            | 2006–2007 | Meksyk    | Liga MX          | 5  | 0  | —  | —         | —         | — | —   | 5  | 0  |
| UNAM            | 2007–2008 | Meksyk    | Liga MX          | 31 | 4  | —  | —         | —         | — | —   | 31 | 4  |
| UNAM            | 2008–2009 | Meksyk    | Liga MX          | 20 | 3  | —  | —         | LMC       | 2 | 0   | 22 | 3  |
| UNAM            | 2009–2010 | Meksyk    | Liga MX          | 28 | 11 | —  | —         | LMC       | 3 | 3   | 31 | 14 |
| West Ham United | 2010–2011 | Anglia    | Premier League   | 14 | 0  | 7  | 0         | —         | — | —   | 21 | 0  |
| West Ham United | 2011–2012 | Anglia    | Championship     | 1  | 0  | 1  | 0         | —         | — | —   | 2  | 0  |
| Real Saragossa  | 2011–2012 | Hiszpania | Primera División | 20 | 1  | —  | —         | —         | — | —   | 20 | 1  |
| Cruz Azul       | 2012–2013 | Meksyk    | Liga MX          | 23 | 2  | 5  | 0         | —         | — | —   | 28 | 2  |
| Cruz Azul       | 2013–2014 | Meksyk    | Liga MX          | 14 | 1  | —  | —         | LMC       | 4 | 0   | 18 | 1  |
| Cruz Azul       | 2014–2015 | Meksyk    | Liga MX          | 13 | 1  | —  | —         | LMC + KMŚ | 4 | 0   | 17 | 1  |
| Monterrey       | 2014–2015 | Meksyk    | Liga MX          | 17 | 2  | 5  | 1         | —         | — | —   | 22 | 3  |
| Monterrey       | 2015–2016 | Meksyk    | Liga MX          | 21 | 1  | 12 | 0         | —         | — | —   | 33 | 1  |
| UNAM            | 2016–2017 | Meksyk    | Liga MX          | 0  | 0  | —  | —         | LMC       | 0 | 0   | 0  | 0  |
| Ogółem          |           |           |                  |    |    |    |           |           |   |     |    |    |
| Meksyk          | Meksyk    | Meksyk    | 188              | 27 | 22 | 1  | LMC + KMŚ | 13        | 3 | 223 | 31 |    |
| Anglia          | Anglia    | Anglia    | 15               | 0  | 8  | 0  | —         | —         | — | 23  | 0  |    |
| Hiszpania       | Hiszpania | Hiszpania | 20               | 1  | —  | —  | —         | —         | — | 20  | 1  |    |
| Ogółem          | Ogółem    | Ogółem    | 223              | 28 | 30 | 1  | LMC + KMŚ | 13        | 3 | 266 | 32 |    |

- LMC – Liga Mistrzów CONCACAF
- KMŚ – Klubowe Mistrzostwa Świata

### Reprezentacyjne
| Meksyk | Meksyk | 2007   | 1  | 0 | — | — | —             | —  | — | 1  | 0 |
| Meksyk | Meksyk | 2008   | 1  | 0 | — | — | —             | —  | — | 1  | 0 |
| Meksyk | Meksyk | 2009   | 1  | 0 | 3 | 0 | ZPC           | 5  | 2 | 9  | 2 |
| Meksyk | Meksyk | 2010   | 13 | 1 | — | — | MŚ            | 3  | 0 | 16 | 1 |
| Meksyk | Meksyk | 2011   | 10 | 0 | — | — | ZPC           | 6  | 3 | 16 | 3 |
| Meksyk | Meksyk | 2012   | 5  | 0 | 2 | 0 | —             | —  | — | 7  | 0 |
| Meksyk | Meksyk | 2013   | 2  | 0 | 2 | 0 | PK            | 2  | 0 | 6  | 0 |
| Ogółem | Ogółem | Ogółem | 33 | 1 | 7 | 0 | ZPC + MŚ + PK | 16 | 5 | 56 | 6 |

- ZPC – Złoty Puchar CONCACAF
- MŚ – Mistrzostwa Świata
- PK – Puchar Konfederacji